# Afuega'l Pitu
Afuega'l Pitu és un formatge gras, que pot ser fresc o madurat, elaborat amb llet pasteuritzada de vaca (si el temps de maduració és de 60 dies, no és requisit imprescindible que la llet estiga pasteuritzada). El seu color és blanc o bé ataronjat rogenc si se li afegeix pebre vermell. La seua forma és troncocònica o de carabasseta. S'elabora als municipis asturians de Morcín, Riosa, Santo Adriano, Grau, Salas, Pravia, Tinéu, Belmonte, Cuideiru, Candamu, Les Regueres, Muros i Sotu'l Barcu. Les races de les vaques són frisona i asturiana de les Valls.
Des de 1981, al municipi de Morcín se celebra el certamen de formatge Afuega'l Pitu, al qual acudeixen tots els productors de la zona.
Des de l'any 2008 gaudeix del reconeixement de la Unió Europea com a Denominació d'Origen Protegida (DOP).